# Богатай, Урша
Урша Богатай (словен. Urša Bogataj; род. 7 марта 1995, Любляна) — словенская прыгунья с трамплина, двукратная олимпийская чемпионка. Выступает за клуб «SSK Costella Ilirija».

## Карьера

### Юношеские Олимпийские игры

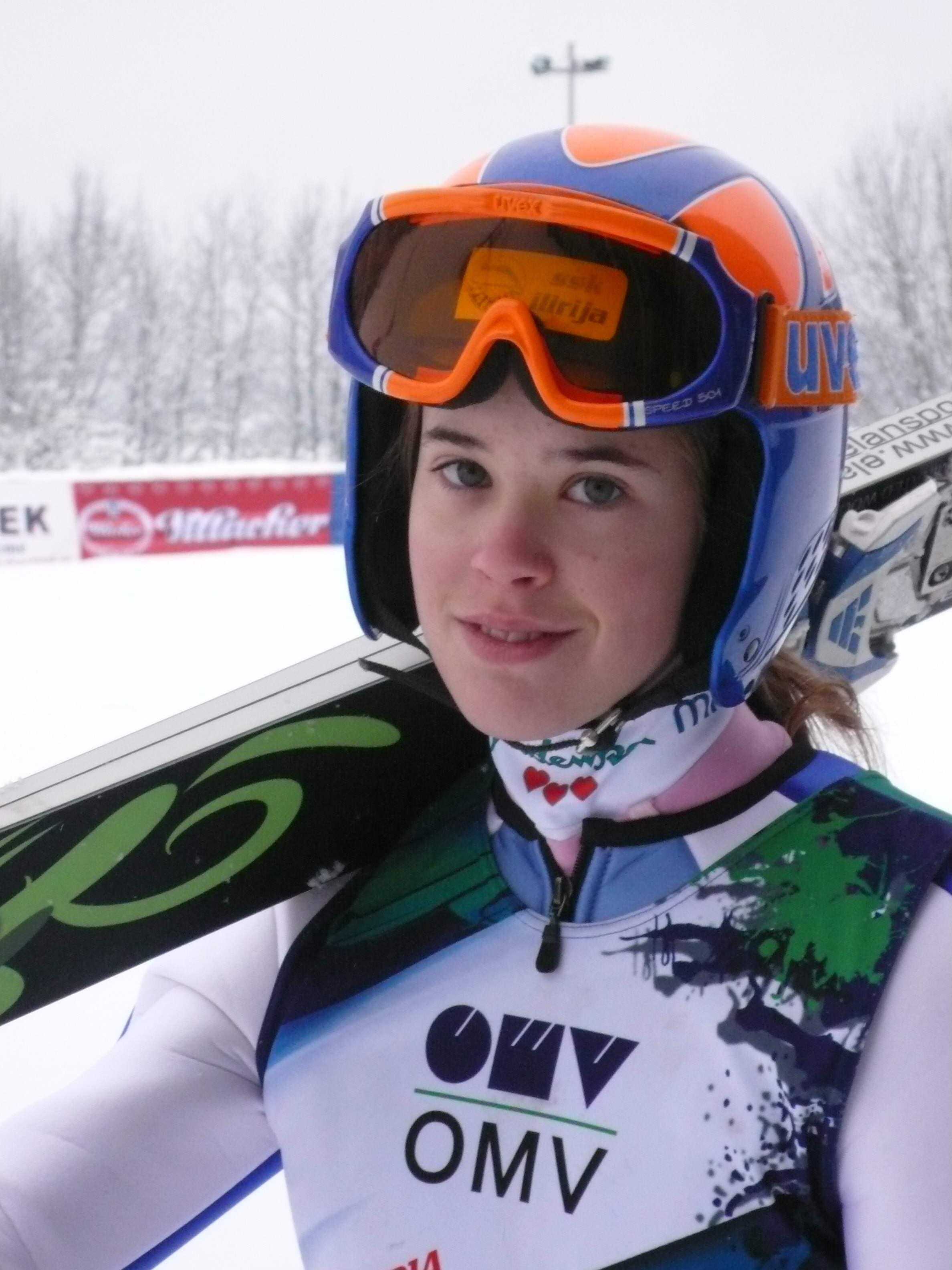
2010 год

На Зимних юношеских Олимпийских играх 2012 года в Инсбруке она завоевала командную серебряную медаль. В личных соревнованиях она стала бронзовым призёром, уступив Саре Таканаси и Катарине Альтхаус.

### Олимпийские игры
Она стала 30-й на зимних Олимпийских игр 2018 года.
На Олимпийских играх 2022 года в Пекине Урша 5 февраля в личных соревнованиях в прыжках со среднего трамплина завоевала олимпийскую золотую медаль. Через один день в соревновании смешанных команд завоевала второе золото с партнёрами по команде Никой Крижнар, Петером Превцом и Тими Зайцем.

### Чемпионат мира и Гран-при
В сезоне 2018/2019 ей удалось дважды подняться на подиум. В индивидуальном зачёте в Любно она стала третьей, уступив Марен Лундбю и Саре Таканаси
В декабре 2019 года она получила серьёзную травму во время тренировки, разорвав переднюю крестообразную связку. Она вернулась к тренировкам в июле следующего года.
В январе 2021 года в Любно она выиграла свои первые командные соревнования на Кубке мира в команде со Шпелой Рогель, Никой Крижнар и Эмой Клинец.

### Чемпионат мира
Она приняла участие в своем первом чемпионате мира в 2013 году в Валь-ди-Фьемме, заняв семнадцатое место.
В 2019 году в Зефельде она заняла восьмое место в индивидуальном первенстве. В командных соревнованиях словенцы стали дважды четвёртыми (в женском и смешанном турнирах).
На чемпионате мира по лыжным видам спорта в Оберстдорфе завоевала серебряную медаль в командных соревнованиях с Шпелой Рогель, Никой Крижнар и Эмой Клинец